# Minería automatizada
La minería automatizada implica la eliminación del trabajo humano del proceso minero. La industria minera está en la transición hacia la automatización.[cita requerida] Todavía puede requerir una gran cantidad de capital humano, particularmente en el tercer mundo donde los costos laborales son bajos, por lo que hay menos incentivos para aumentar la eficiencia.[cita requerida] La minería automatizada es un término general que se refiere a dos tipos de tecnología. El primer tipo de automatización minera se refiere a la automatización de procesos y software; El segundo tipo se ocupa de aplicar la tecnología robótica a los vehículos y equipos mineros.[cita requerida]

## Software de automatización de la mina
Con el fin de obtener un mayor control sobre sus operaciones, las empresas mineras pueden implementar software o procesos de automatización de la minería. Los informes generados por el software de automatización de minas permiten a los administradores identificar cuellos de botella en la productividad, aumentar la rendición de cuentas y comprender mejor el retorno de la inversión.[cita requerida]

## Automatización de equipamiento minero
En respuesta a las preocupaciones acerca de cómo mejorar la productividad y la seguridad en la mina, algunas compañías mineras están recurriendo a la automatización de equipos que consiste en hardware robótico y tecnologías de software que convierten vehículos o equipos en unidades mineras autónomas.
La automatización del equipo de la mina viene en cuatro diversas formas: teledirigido, teleoperación, ayuda del conductor, y automatización completa.[cita requerida]

### Mando a distancia
Equipo de minería de control remoto por lo general se refiere a los vehículos de minería, tales como excavadoras o topadoras que se controlan con un mando a distancia de mano. Un operador está en la línea de la vista y utiliza el mando a distancia para realizar las funciones normales del vehículo. Debido a que la visibilidad y la sensación de la máquina se reducen considerablemente, la productividad del vehículo se reduce generalmente también utilizando el control remoto. La tecnología de control remoto se utiliza generalmente para permitir que el equipo de minería funcione en condiciones peligrosas, tales como terreno inestable, áreas de explosión o en áreas de alto riesgo de desechos que caen, o minería subterránea. La tecnología de control remoto es generalmente la forma menos costosa de automatizar el equipo minero, convirtiéndolo en un punto de entrada ideal para las empresas que buscan probar la viabilidad de la tecnología robótica en su mina.

### Equipos de minería teleoperados
Los equipos de minería teleoperados se refieren a vehículos mineros que son controlados por un operador en un lugar remoto con el uso de cámaras, sensores y posiblemente software de posicionamiento adicional. La teleoperación permite al operador retirarse más de la ubicación minera y controlar un vehículo desde un entorno más protegido. Joysticks u otros controles de mano se utilizan todavía para controlar las funciones del vehículo, y los operadores tienen un mayor acceso a la telemetría del vehículo y datos de posicionamiento a través del software de teleoperación. Con el operador retirado de la cabina, los vehículos mineros teleoperados también pueden experimentar una productividad reducida; Sin embargo, el operador tiene un mejor punto de vista que el control remoto de cámaras y sensores en el vehículo y se elimina además de condiciones potencialmente peligrosas.

### Asistencia al conductor
"Ayuda al conductor" se refiere al control parcialmente automatizado de máquinas de minería. Sólo algunas de las funciones son automatizadas y se necesita intervención del operador. Las funciones comunes incluyen tanto ayuda de manchado [clarificación necesaria] como sistemas de evitación de colisiones.

### Automatización completa
La "automatización completa" puede referirse al control autónomo de uno o más vehículos mineros. Los componentes robóticos controlan todas las funciones críticas del vehículo incluyendo el encendido, la dirección, la transmisión, la aceleración, el frenado y el control del implemento (es decir, el control de la cuchilla, el control del lecho de descarga, la cuchara de la excavadora y la pluma, etc.) sin necesidad de intervención del operador. Los sistemas de minería totalmente autónomos experimentan la mayor cantidad de ganancias de productividad a medida que el software controla uno o más vehículos mineros, lo que permite a los operadores asumir el papel de facilitadores de minería, solucionar errores y controlar la eficiencia.

## Beneficios
Los beneficios de las tecnologías de automatización de equipos de minería son variados, pero pueden incluir: seguridad mejorada, mejor eficiencia de combustible, aumento de la productividad, reducción de mantenimiento no programado, mejores condiciones de trabajo, mejor utilización del vehículo y menor fatiga y desgaste del conductor. Las tecnologías de automatización son una manera eficaz de mitigar los efectos de la escasez de mano de obra generalizada para posiciones tales como conductor de camión de transporte. Ante la caída de los precios de las materias primas, muchas compañías mineras están buscando maneras de reducir drásticamente los costos generales manteniendo la seguridad y la integridad del sitio; La automatización puede ser la respuesta.

## Inconvenientes
Los críticos de la automatización de vehículos a menudo se centran en el potencial de la tecnología robótica para eliminar los puestos de trabajo, mientras que los proponentes en contra que, mientras que algunos puestos de trabajo se vuelven obsoletos (normalmente los trabajos sucios, peligrosos o monótonos), otros serán creados. Las comunidades que apoyan a los trabajadores desfavorecidos que dependen de los puestos mineros de nivel de entrada están preocupadas y reclaman responsabilidad social a medida que las empresas mineras pasan a tecnologías de automatización que prometen aumentar la productividad ante la caída de los precios de las materias primas. Las compañías mineras de aversión al riesgo también son renuentes a comprometer grandes cantidades de capital a una tecnología no probada, prefiriendo más a entrar en la escena de automatización a niveles más bajos y más baratos como el control remoto.

## Ejemplos de equipos mineros autónomos

### Mina del futuro
Rio Tinto Group se embarcó en su iniciativa Mina del Futuro en 2008. Desde un centro de control en Perth, los empleados de Rio Tinto operan equipos mineros autónomos en la remota pero rica región de Pilbara, en Australia. Los vehículos mineros autónomos reducen la huella del gigante minero mientras mejoran la productividad y la utilización del vehículo. A junio de 2014, la flota minera autónoma de Rio Tinto alcanzó el hito de 200 millones de toneladas transportadas. Rio Tinto también opera una serie de perforadoras de perforación de pozo autónomo.

### Bingham Canyon Mine
Situado cerca de Salt Lake City, Utah, la mina de Bingham Canyon (Kennecott Utah Copper / Rio Tinto) es una de las mayores minas a cielo abierto del mundo y una de las mayores productoras de cobre del mundo. En abril de 2013, la mina experimentó un deslizamiento catastrófico que detuvo la mayor parte de las operaciones de la mina. Como parte de los esfuerzos de limpieza y para mejorar la seguridad, los administradores de minas recurrieron a excavadoras de control remoto, excavadoras y taladradoras para realizar trabajos en las áreas de terreno altamente inestables. La tecnología robótica ayudó a Kennecott a reducir las áreas más abruptas, más peligrosas de la diapositiva para permitir el acceso de los vehículos tripulados para los esfuerzos de la limpieza.

### Automatización de obras subterráneas en China
La compañía alemana «EEP Elektro-Elektronik Pranjic» entregó y puso en funcionamiento más de 60 conjuntos de control automático avanzado para la minería de carbón subterránea para el período ~ 2006-2016. Por primera vez la minería de carbón completamente desierta ha sido utilizada por la preocupación china "China National Coal Group Corp. (CME)" en la mina "Tang Shan Gou" (minería de largo alcance, cizallas, tres lava, profundidad 200 m), y En la mina «Nan Liang» (un arado, profundidad 100 m). Ambas minas de carbón tienen un espesor de capa de carbón de 1-1,7 m. El monitoreo de la recolección se realiza mediante cámaras de video (en tiempo real con transmisión de señal sobre fibra óptica). Normalmente, se requiere un personal subterráneo para supervisar el proceso de producción y para llevar a cabo las reparaciones. La automatización ha mejorado la seguridad y el rendimiento económico.

### Minería de próxima generación
BHP ha desplegado una serie de equipos mineros autónomos como parte de su programa de Minería de Nueva Generación. Esto incluye ejercicios autónomos y camiones autónomos en la región de Pilbara.

## Tecnologías en una mina digital
Algunas de las tecnologías que encontramos en una mina digital son: 
- Inteligencia artificial para mejorar la eficiencia de la operación minera.
- Drones para hacer mapas y recopilar información más precisa del terreno de trabajo.
- Sistemas predictivos para monitorear los impactos ambientales.
- Modelado en 3D para diagramar áreas subterráneas y capturar imágenes.
- Sistemas IoT con sensores para analizar el rendimiento actual y futuro de una operación.